# Kaye Ballard
Kaye Ballard, all'anagrafe Catherine Gloria Balotta (Cleveland, 20 novembre 1925 – Rancho Mirage, 21 gennaio 2019) è stata un'attrice e cantante statunitense.

## Biografia
Figlia di immigrati italiani, Kaye Ballard si affermò negli anni quaranta come comica e cantante a teatro e nel varietà, dove si fece notare per il suo talento sia in un tipo di commedia più farsesca che come monologhista. Dopo essere andata in tournée con la rivista di Spike Jones, debuttò in televisione nel 1951 e nel 1954 fu la prima cantante ad incidere il celebre Fly Me to the Moon. Negli anni successivi lavorò spesso in televisione come guest star in trasmissioni e serie tv come The Perry Come Show, The Patty Duke Show, The Mothers-In-Law, Doris Day Show, Alice ed il Muppet Show.
Parallelamente si affermava anche come apprezzata interprete comica nei musical di Broadway, interpretando Elena di Troia in The Golden Apple, Rosalie in Carnival e sostituendo Estelle Parsons ne I pirati di Penzance. Ebbe anche modo di interpretare uno dei più importanti ruoli del panorama del teatro musicale, quello di Madame Rose in Gypsy, in scena a San Diego nel 1973. Gli anni novanta furono nuovamente un prolifico periodo di attività teatrale, che la vide acclamata caratterista in Funny Girl, Chicago, No, No, Nanette e Follies. Nel 2010, all'età di ottant'anni, recitò con le ballerine Donna McKechnie e Liliane Montevecchi in From Broadway with Love a Santa Fe, mentre tra il 2012 al 2015 fu nuovamente in tournée con il suo cabaret Doin' It for Love.

## Filmografia parziale

### Cinema
- Madame P... e le sue ragazze (A House Is Not a Home), regia di Russell Rouse (1964)
- Scusi, dov'è il fronte? (Which Way to the Front?), regia di Jerry Lewis (1970)
- Il vizietto americano (The Ritz), regia di Richard Lester (1976)
- Tutto accadde un venerdì (Freaky Friday), regia di Gary Nelson (1976)
- Ricominciare ad amarsi ancora (Falling in Love Again), regia di Steven Paul (1980)
- America, America (Pandemonium), regia di Alfred Sole (1982)
- Un genio in pannolino (Baby Geniuses), regia di Bob Clark (1999)

### Televisione
- Kraft Television Theatre - serie TV, 1 episodio (1956)
- Cinderella - film TV, regia di Ralph Nelson (1957)
- Play of the Week - serie TV, 1 episodio (1961)
- The Patty Duke Show - serie TV, 1 episodio (1964)
- The Mothers-In-Law - serie TV, 53 episodi (1967-1969)
- The Red Skelton Show - serie TV, 1 episodio (1969)
- Doris Day Show - serie TV, 10 episodi (1970-1972)
- Love, American Style - serie TV, 3 episodi (1970-1973)
- Here's Lucy - serie TV, 1 episodio (1971)
- Sulle strade della California (Police Story) - serie TV, 1 episodio (1973)
- Alice - serie TV, 1 episodio (1977)
- Angeli volanti (Flying High) - serie TV, 1 episodio (1978)
- Love Boat (The Love Boat) - serie TV, 3 episodi (1979-1981)
- Fantasilandia (Fantasy Island) - serie TV, 1 episodio (1979)
- Trapper John (Trapper John, M.D.) - serie TV, 2 episodi (1980-1981)
- Boomer cane intelligente (Here's Boomer) - serie TV, 1 episodio (1981)
- Great Performances - serie TV, 1 episodio (1983)
- Provaci ancora, Harry (The Law and Harry McGraw) - serie TV, 1 episodio (1987)
- Monsters - serie TV, 1 episodio (1989)
- I mostri vent'anni dopo (The Munsters Today) - serie TV, 2 episodi (1989-1991)
- L'amico di legno (What a Dummy) - serie TV, 24 episodi (1990-1991)
- La valle dei pini (All My Children) - serie TV, 1 episodio (1993)
- Due South - Due poliziotti a Chicago (Due South) - serie TV, 3 episodi (1994-1995)

## Doppiaggio
- The Super Mario Bros. Super Show! - serie TV, 1 episodio (1989)